# Барбурский, Казимеж
Кази́меж Зи́гфрид Барбу́рский (пол. Kazimierz Zygfryd Barburski; 7 августа 1942, Лодзь — 26 мая 2016, там жеБарбурский, Казимеж) — польский фехтовальщик-шпажист, выступал за национальную сборную Польши в конце 1960-х — середине 1970-х годов. Участник двух летних Олимпийских игр, бронзовый призёр Олимпийских игр в Мехико, обладатель серебряной медали чемпионата мира, победитель и призёр многих турниров национального значения.

## Биография
Родился 7 августа 1942 года в городе Лодзь. Увлёкшись фехтованием, проходил подготовку в местном одноимённым клубе LPŻ Łódź, был подопечным тренера Ежи Рыбицкого. Изначально специализировался на шпаге, но изредка выступал и среди рапиристов.
Впервые заявил о себе в 1962 году, выиграв бронзовую медаль на чемпионате мира среди юниоров в Каире. С этого момента присоединился к варшавской «Легии» и приступил к тренировкам под руководством именитого тренера Анджея Пшездецкого, который также являлся старшим тренером польской национальной сборной. В период 1964—1969 годов в составе «Легии» шесть раз подряд выигрывал командное первенство Польши среди шпажистов, а в 1965 году был лучшим и среди рапиристов. В 1967 году он, помимо прочего, добавил в послужной список награду бронзового достоинства, выигранную в личном первенстве, и занял пятое место на чемпионате мира в Монреале.
Благодаря череде удачных выступлений Барбурский удостоился права защищать честь страны на летних Олимпийских играх 1968 года в Мехико. В составе польской команды шпажистов, куда также вошли фехтовальщики Бохдан Анджеевский, Михал Буткевич, Бохдан Гонсёр и Хенрик Нелаба, прошёл команды из Аргентины и Канады, однако на стадии полуфиналов поляки проиграли сборной Венгрии, ставшей в итоге победительницей Игр, и получили бронзовые олимпийские медали.
На чемпионате мира в Анкаре (1970) завоевал награду серебряного достоинства, выигранную в командном первенстве шпажистов — в решающем матче поляки уступили команде Венгрии. Находясь в числе лидеров польской национальной сборной, благополучно прошёл квалификацию на Олимпийские игры 1972 года в Мюнхене — на сей раз не смог попасть в число призёров, в решающих поединках их команда проиграла шведам и румынам, в результате чего расположилась в итоговом протоколе соревнований на шестой строке.
После мюнхенской Олимпиады ещё в течение нескольких лет оставался в основном составе фехтовальной сборной Польши и продолжал принимать участие в крупнейших международных турнирах. Так, в 1974 году он стал бронзовым призёром польского национального первенства в личном зачёте, а в 1975 году в десятый раз одержал победу в командном зачёте. В 1976 году принял решение завершить спортивную карьеру, уступив место в сборной молодым польским фехтовальщикам.
Одновременно со спортивной карьерой являлся также военнослужащим, состоял в армии Польши, где имел звание старшего сержанта. Впоследствии работал инструктором в Варшаве.